# Polynema pax
Polynema pax är en stekelart som beskrevs av Girault 1913. Polynema pax ingår i släktet Polynema och familjen dvärgsteklar. Inga underarter finns listade i Catalogue of Life.